# Palpomyia balozeti
Palpomyia balozeti är en tvåvingeart som beskrevs av Jean Clastrier 1966.
Palpomyia balozeti ingår i släktet Palpomyia och familjen svidknott. Inga underarter finns listade i Catalogue of Life.